# Saint-Laurent-les-Bains-Laval-d'Aurelle
Saint-Laurent-les-Bains-Laval-d'Aurelle es una comuna francesa situada en el departamento de Ardèche, de la región de Auvernia-Ródano-Alpes, creada el 1 de enero de 2019.

## Geografía
Está ubicada en el oeste del departamento, cerca de Lozère, a 40 km al oeste de Aubenas.

## Historia
Fue creada el 1 de enero de 2019 como una comuna nueva, en aplicación de una resolución del prefecto de Ardèche del 29 de octubre de 2018 con la unión de las comunas de Saint-Laurent-les-Bains y Laval-d'Aurelle, pasando a estar el ayuntamiento en la antigua comuna de Saint-Laurent-les-Bains.

## Sitios y monumentos
La abadía Notre-Dame des Neiges es un monasterio del Orden de la Trapa.